# Viktor von Scheuchenstuel
Viktor Graf von Scheuchenstuel (Witkowitz, 10. svibnja 1857. – Beč, 17. travnja 1938.) je bio austrougarski general i vojni zapovjednik. Tijekom Prvog svjetskog rata zapovijedao je VIII. i I. korpusom, te 11. armijom na Balkanskom, Istočnom i Talijanskom bojištu.

## Vojna karijera
Viktor von Scheuchenstuel rođen je 30. ožujka 1854. u Witkowitzu u plemićkoj obitelji bavarskog podrijetla. U vojsku je stupio 1874. pohađajući kao kadet školu u Hainburgu. Nakon toga služi u 3. inženjerijskoj pukovniji, te u studenom 1878. dostiže čin poručnika. Od 1884. pohađa Vojnu akademiju u Beču, te nakon završetka iste, od 1886. godine, služi u Glavnom stožeru idućih deset godina. Čin bojnika dostiže u svibnju 1895. godine, dok je u čin pukovnika promaknut u svibnju 1901. godine.
U ožujku 1903. postaje zapovjednikom 50. pješačke pukovnije kojom zapovijeda do 1907. kada preuzima zapovjedništvo nad 69. pješačkom brigadom. U međuvremenu je, 1907. godine, promaknut u čin general bojnika. Godine 1909. postaje zapovjednikom 8. brdske brigade, dok iduće 1910. godine dobiva zapovjedništvo nad 10. pješačkom divizijom. U listopadu 1911. unaprijeđen je u čin podmaršala, dok iduće, 1912. godine, postaje zapovjednikom 9. pješačke divizije na čijem čelu dočekuje i početak Prvog svjetskog rata.

## Prvi svjetski rat
Na početku Prvog svjetskog rata 9. pješačka divizija kojom je zapovijedao Scheuchenstuel nalazila se u sastavu VII. korpusa kojim je na Balkanskom bojištu zapovijedao Arthur Giesl von Gieslingen. Zapovijedajući 9. pješačkom divizijom Scheuchenstuel sudjeluje u prvoj neuspješnoj invaziji na Srbiju i austrougarskom porazu u Cerskoj bitci. Nakon što je i druga invazija na Srbiju pretrpjela neuspjeh, zapovjednik VIII. korpusa Artur Giesl von Gieslingen je smijenjen, te je na njegovo mjesto 12. listopada 1914. imenovan Scheuchenstuel. Kao zapovjednik VIII. korpusa Scheuchenstuel u sastavu 5. armije pod zapovjedništvom Liborius von Franka sudjeluje u novoj, trećoj invaziji na Srbiju u studenom 1914. Jedinice VIII. korpusa uspijevaju potisnuti srpske, te zauzimaju Beograd. Međutim, srpska vojska ubrzo poduzima protunapad, pobjeđuje austrougarsku vojsku u Kolubarskoj bitci, te je u potpunosti izbacuje sa srpskog teritorija.
Tijekom 1915. Scheuchenstuelov korpus je bio uključen u okršaje uz srpsku granicu. U svibnju Scheuchenstuel je promaknut u čin generala topništva. Na jesen VIII. korpus ulazi u sastav 3. armije pod zapovjedništvom Hermanna Kövessa i sudjeluje u četvrtoj invaziji na Srbiju u kojoj je uz suradnju njemačkih i bugarskih jedinica Srbija konačno zauzeta. Scheuchenstuel s VIII. korpusom prodire u Crnu Goru, te do veljače 1916. zauzima gotovo čitavu Albaniju.
U svibnju 1916. Scheuchenstuel je s VIII. korpusom u svrhu predstojeće ofenzive premješten na Talijansko bojište u sastav 11. armije kojom je zapovijedao Viktor Dankl. Scheuchenstuel s VIII. korpusom sudjeluje u Tirolskoj ofenzivi koja je u početku imala dobre rezultate. Međutim, kako je na Istočnom bojištu započela Brusilovljeva ofenziva koja je prijetila potpunim raspadom fronta, VIII. korpus je premješten na to bojište. U borbama povodom Brusilovljeve ofenzive VIII. korpus je pretrpio teške gubitke, te je morao biti raspušten. Tijekom ofenzive Scheuchenstuel je došao u sukob s Glavnim stožerom, te je smijenjen s mjesta zapovjednika.
U rujnu 1916. međutim, Scheuchenstuel je na intervenciju cara Karla reaktiviran te postaje zapovjednikom I. korpusa zamijenivši na tom mjestu Karla von Kirchbacha. Zapovijedajući I. korpusom Scheuchenstuel sudjeluje u borbama na Rumunjskom bojištu, te zauzimanju većeg dijela Rumunjske. 
U veljači 1917. dobiva plemićku titulu grofa, te postaje zapovjednikom 11. armije koja se nalazila na Talijanskom bojištu. S 11. armijom sudjeluje u velikoj pobjedi u Bitci kod Kobarida nakon koje je promaknut u čin general pukovnika. U ljeto 1918. zapovijedajući 11. armijom sudjeluje u Bitci na Piavi, te nakon toga u listopadu u konačnom austrougarskom porazu u Bitci kod Vittoria Veneta.

## Poslije rata
Nakon završetka rata Scheuchenstuel je s 1. siječnjem 1919. umirovljen. Živio je u Beču gdje je i preminuo 17. travnja 1938. godine u 81. godini života.

## Vanjske poveznice
(eng.) Viktor von Scheuchenstuel na stranici Oocities.org

(rus.) Viktor von Scheuchenstuel na stranici Hrono.ru

(njem.) Viktor von Scheuchenstuel na stranici Weltkriege.at
| Prethodnik:          | Zapovjednik 11. armije Viktor von Scheuchenstuel | Nasljednik: |
| Franz Rohr von Denta | Zapovjednik 11. armije Viktor von Scheuchenstuel | nitko       |